# Ernst von Pidde
Ernst von Pidde (* 1877 in Salzdahlum bei Wolfenbüttel; † 1966 in Gifhorn) ist der fiktive Verfasser des Werkes Richard Wagners „Ring des Nibelungen“ im Lichte des deutschen Strafrechtes. Das Werk eines anonymen Autors ist den Bereichen Satire und Parodie zuzuordnen und erschien erstmals im Jahr 1968.
Nach der erfundenen Biographie, wie sie in den Buchausgaben angeführt wird, musste Ernst von Pidde nach einem Jagdunfall seinen Traum von einer Karriere als Cellist aufgeben und studierte Jura. Von 1916 bis 1933, als er von den Nationalsozialisten entlassen worden sei, sei er als Amtsrichter in Gifhorn (Niedersachsen) tätig gewesen.
Sein erklärter Anti-Wagnerianismus werde als eine Ursache für seine Entlassung vermutet.
Das Werk ist ein exakter Abgleich der Handlung aller vier Opern von Richard Wagners Ring des Nibelungen mit dem deutschen Strafgesetzbuch auf dem Stand von 1968. Jede einzelne „Straftat“ wird bewertet und mit einem Strafmaß versehen.
Das Buch sei um 1933 verfasst und 1968 in überarbeiteter und aktualisierter Form aus Piddes vorgeblichem Nachlass herausgegeben worden. Es wurde seither mehrfach aufgelegt.
Dieses Werk diente 1978 dem ORF als Vorlage für eine Verfilmung mit Susi Nicoletti.
Die zivilrechtliche Seite des Rings wurde 1983 ebenfalls geklärt.

## Ausgaben
- Wagners Musikdrama Der Ring des Nibelungen im Lichte des deutschen Strafrechts. Bärmeier & Nikel, Frankfurt 1968.
- Richard Wagners Ring des Nibelungen im Lichte des deutschen Strafrechts. 2., vermehrte und bearbeitete Auflage. Hoffmann und Campe, Hamburg 1979, ISBN 3-455-05925-2.
- Richard Wagners „Ring des Nibelungen“ im Lichte des deutschen Strafrechts. Neuausgabe, 1. Auflage. Ullstein, München 2003, ISBN 3-548-36493-4.